# Tarzymiechy Trzecie
Tarzymiechy Trzecie (prononciation : [taʐɨˈmjɛxɨ ˈtʂɛt͡ɕɛ]) est un village polonais de la gmina d'Izbica dans le powiat de Krasnystaw de la voïvodie de Lublin dans l'est de la Pologne.
Il se situe à environ 7 kilomètres au sud-ouest d'Izbica (siège de la gmina), 18 kilomètres au sud de Krasnystaw (siège du powiat) et 60 kilomètres au sud-est de Lublin (capitale de la voïvodie).
Le village comptait approximativement une population de 430 habitants en 2006.

## Histoire
De 1975 à 1998, le village est attaché administrativement à la Voïvodie de Zamość.

Depuis 1999, il fait partie de la nouvelle voïvodie de Lublin.